# Elyas M’Barek
Elyas M’Barek (ur. 29 maja 1982 w Monachium) – austriacki aktor pochodzenia tunezyjskiego. Odtwórca roli Zekiego Müllera w serii filmów Szkolna imprezka.

## Wczesne lata
Urodził się i dorastał w Monachium. Jego ojciec pochodzi z Tunezji, jego matka jest Austriaczką. Ma dwóch braci. Jego młodszy brat Joseph (ur. 28 maja 1986) został również aktorem i wraz z nim grał w filmie Fala.
W wieku 13 lat Elyas uczęszczał do szkoły katolickiej szkoły z internatem w Metten i zakończył naukę maturą w gimnazjum w Monachium.

## Kariera
Karierę aktorską rozpoczął mając zaledwie 12 lat od niewielkiej roli członka zespołu muzycznego w komedii Dennisa Gansela Dziewczyny, dziewczyny (Mädchen, Mädchen, 2001). W następnym roku zagrał postać Jochena Epsteina w wieku 19 lat w dramacie Noc Epsteina (Epsteins Nacht, 2002) u boku Mario Adorfa. Rozpoznawalność i sławę w Niemczech zapewniła mu kreacja Cemila „Cema“ Öztürka w serialu ARD Turecki dla początkujących (Türkisch für Anfänger, 2006–2008). Dzięki tej roli zdobył kilka niemieckich nagród telewizyjnych, w tym Deutschen Fernsehpreis dla najlepszego aktora w serialu, ale także za „najlepszy serial”.
Pierwszą główną rolę artysty Elyasa zajmującego się street artem zagrał w wielokrotnie nagradzanym dramacie Graficiarze (Wholetrain, 2006). W dramacie Dennisa Gansela Fala (Die Welle, 2008) został obsadzony w roli Sinana. Od 3 sierpnia 2009 do 17 lutego 2011 grał rolę doktora Maurice’a Knechtlsdorfera w serialu medycznym RTL Z pamiętnika lekarki (Doctor’s Diary) stworzonym przez Borę Dağtekin. Największym niemieckim sukcesem kasowym roku 2013 okazała się komedia Bory Dağtekin Szkolna imprezka (Fack ju Göhte, 2013), gdzie wcielił się w postać bezczelnego, prostackiego i agresywnego Zekiego Müllera, który dostaje pracę w szkole w charakterze nauczyciela na zastępstwo, a poprzez dość kontrowersyjne metody udaje mu się jako pierwszemu zapanować nad najgorszą klasą w szkole. Wystąpił w teledysku do piosenki Leny Meyer-Landrut „Wild and Free” (2015) i wideoklipie do utworu Marka Forstera „Chöre” (2016).
Był na okładkach „GQ”, „Men’s Health”, „Glamour”, „Popcorn” i „Bravo”.

## Życie prywatne
Zamieszkał ponownie w Monachium, gdzie od października 2015 prowadził bar wraz z dwoma partnerami biznesowymi.
We wrześniu 2022 zawarł związek małżeński z modelką i aktorką Jessicą Riso, a wiosną 2023 przeprowadził się z żoną do Nowego Jorku.

## Filmografia

### Filmy
- 2001: Dziewczyny, dziewczyny (Mädchen, Mädchen) jako Blaubart
- 2001: Weihnachtsbier (krótkometrażowy) jako narrator
- 2002: Noc Epsteina (Epsteins Nacht) jako Jochen Epstein (19 lat)
- 2006: Graficiarze (Wholetrain) jako Elyas
- 2008: Fala (Die Welle) jako Sinan
- 2008: Morgen, ihr Luschen! Der Ausbilder-Schmidt-Film jako KSKler 2
- 2009: Miłość z przedszkola 2 (Zweiohrküken) jako Samy
- 2009: Faceci w wielkim mieście (Männerherzen) jako członek Aggro Berlin
- 2010: Piekielna jedenastka (Teufelskicker) jako Flo
- 2010: Electro Ghetto – czas nas odmienia (Zeiten ändern Dich) jako młody Bushido
- 2011: What a Man jako Okke
- 2011: Wickie auf großer Fahrt jako strażnik więzienny
- 2012: Offroad jako Salim
- 2012: Turecki dla początkujących (Türkisch für Anfänger) jako Cem Öztürk
- 2012: Piątka przyjaciół (Fünf Freunde) jako Vince, twórca filmów przyrodniczych
- 2012: Heiter bis wolkig jako Can
- 2013: Dary anioła: Miasto kości (The Mortal Instruments: City of Bones) jako przywódca wampirów
- 2013: Szkolna imprezka (Fack ju Göhte) jako Zeki Müller
- 2013: Medicus jako Karim
- 2014: Who Am I. Możesz być kim chcesz (Who Am I – Kein System ist sicher) jako Max
- 2014: Męska jaskinia (Männerhort) jako Eroll
- 2015: Traumfrauen jako Joseph
- 2015: Szkolna imprezka 2 (Fack ju Göhte 2) jako Zeki Müller
- 2016: Witamy u Hartmannów (Willkommen bei den Hartmanns) jako dr Tarek Bergerdas
- 2017: Bullyparade: Der Film jako Indianin
- 2017: Przyjaciel od serca (Dieses bescheuerte Herz) jako Lennard „Lenny“ Reinhard
- 2017: Szkolna imprezka 3 (Fack ju Göhte 3) jako Zeki Müller
- 2019: Das perfekte Geheimnis jako Leo
- 2019: Sprawa Colliniego (Der Fall Collini) jako Caspar Leinen
- 2020: Nocne życie (Nightlife) jako Milo
- 2020: Czego naprawdę chcemy (Was wir wollten) jako Niklas
- 2022: Liebesdings jako Marvin Bosch
- 2022: Tausend Zeilen jako Romero
- 2024: Chantal im Märchenland jako Zeki Müller

### Filmy telewizyjne
- 2001: Riekes Liebe jako Oliver
- 2002: Ich schenk dir einen Seitensprung jako sprzedawca róż
- 2003: Die Stimmen
- 2006: Deutschmänner jako Machmuts Kumpel
- 2010: Tajna miłość (Undercover Love) jako Sam McPhearson
- 2011: Rottmann schlägt zurück jako Deniz Öktay
- 2011: Biss zur großen Pause – Das Highschool Vampir Grusical

### Seriale TV
- 2002: Verdammt verliebt – odc. „Jule im Abseits” jako Mike Berger
- 2002: Samt und Seide
- 2002: Tatort: „Totentanz” jako gość w K2
- 2003: Forsthaus Falkenau – odc. „Vertrauen” jako Steven
- 2004: Uczennica (Schulmädchen) jako Ali Can
- 2005: Kobra – oddział specjalny – odc. „Zeugenschutz” jako Erhan Ükül
- 2006: Abschnitt 40 – odc. „Dienstwaffen” jako Rajel Kalifeh
- 2006–2008: Turecki dla początkujących (Türkisch für Anfänger) jako Cem Öztürk
- 2007–2008: KDD – Kriminaldauerdienst jako Timur
- 2008: Großstadtrevier – odc. „Das Geheimnis des Hafenpastors” jako Sven Klawitter
- 2008: Im Namen des Gesetzes – odc. „Schulzeit” jako Mehmet Karan
- 2009: Rosa Roth – odc. „Das Mädchen aus Sumy” jako Nejo Gül
- 2009: Tatort: Familienaufstellung jako Ferhat Korkmaz
- 2009: Nachtschicht – odc. „Wir sind die Polizei” jako asystent Izby Handlowej
- 2009: Notruf Hafenkante – odc. „Knock Out” jako Hassan Demir
- 2009–2011: Z pamiętnika lekarki (Doctor’s Diary – Männer sind die beste Medizin) jako dr Maurice Knechtlsdorfer
- 2009: Kobra – oddział specjalny – odc. „Geliebter Feind” jako Tim Bazman
- 2010: Danni Lowinski jako Rasoul Abbassi
- 2011: SOKO 5113 – odc. „Zimmer 105” jako Mesut Wenz
- 2011: FunnyMovie – odc. „Biss zur großen Pause – Das Highschool Vampir Grusical” jako Günni Wolfenstein
- 2012: The Mortal Instruments: City of Bones (Die ProSieben Märchenstunde) – odc. „Kalif Storch” jako Harun
- 2013: Bully macht Buddy – odc. „Der Müslimann”

### Dubbing
- 2012: Hotel Transylwania – Jonathan (Andy Samberg)
- 2012–2013, 2016: Dawno, dawno temu – Billy
- 2013: Uniwersytet potworny – Art (Charlie Day)
- 2014: Paddington – Paddington (Ben Whishaw)
- 2017: Paddington 2 – Paddington (Ben Whishaw)
- 2023: Wyfrunięci (Migration) – Mack (Kumail Nanjiani)

## Nagrody
- 2012: Bambi za rolę Cema Öztürka w serialu Turecki dla początkujących (Türkisch für Anfänger)[21]
- 2013: Jupiter-Filmpreis – najlepszy niemiecki aktor za rolę Cana w komediodramacie Heiter bis wolkig
- 2013: Stern des Jahres – Gwiazdor Roku Monachium Wieczór w kategorii kino jako Zeki Müller w komedii Szkolna imprezka (Fack ju Göhte) w reż. Bory Dagtekina
- 2014: Romy – najlepszy aktor jako Zeki Müller w komedii Szkolna imprezka (Fack ju Göhte)
- 2014: Medal za zasługi dla Bawarii w Zjednoczonej Europie
- 2014: GQ – Mężczyzna Roku – film narodowy
- 2015: Internationale Trickfilm-Festival Stuttgart – Festival of Animated Film (ITFS) – nominacja do niemieckiej nagrody animacyjnej za tytułową rolę w Paddingtonie
- 2015: Bravo Otto dla najlepszej gwiazdy kina, nagroda dwutygodnika dla młodzieży „Bravo”[22]